# Rubus latoauriculatus
Rubus latoauriculatus är en rosväxtart som beskrevs av Franklin Post Metcalf. Rubus latoauriculatus ingår i släktet rubusar, och familjen rosväxter. Inga underarter finns listade i Catalogue of Life.